# Telestes ukliva
Espèce
Synonymes
- Leuciscus ukliva (Heckel, 1843)

Statut de conservation UICN

 EX  : Éteint
Telestes ukliva (Heckel, 1843) est une espèce éteinte de poisson à nageoires rayonnées de la famille des Cyprinidae. On la trouvait uniquement en Croatie dans les rivières.